# Kaoma (band)
Kaoma is een Frans - Braziliaanse groep die eind jaren '80 en begin jaren '90 enkele grote internationale hits scoorde.

## Achtergrond
De bekendste plaat is Lambada, waarvan er wereldwijd meer dan 15 miljoen exemplaren van zijn verkocht. Deze single werd in het najaar van 1989 in onder meer Nederland (Nederlandse Top 40 en Nationale Hitparade Top 100) een nummer 1-hit.
Ook in België (Vlaanderen) werd de plaat een nummer 1-hit in beide Vlaamse hitlijsten.
Lambada, genoemd naar een Zuid-Amerikaanse dans, was een vertaling naar het Portugees van het lied Llorando se fue van de Boliviaanse groep Los Kjarkas. Voor de vertaling was geen toestemming gegeven.
Na het nummer Lambada scoorde Kaoma in Nederland nog 3 hits: Dançando Lambada (1990), Melodie d'amour (1990) en Dança tago-mago (1991).
Op 19 januari 2017 werd zangeres Loalwa Braz Vieira verkoold aangetroffen in haar auto. De Braziliaanse werd 63 jaar.

## Discografie

### Albums
| Album met eventuele hitnotering(en) in de Nederlandse Album Top 100 | Datum van verschijnen | Datum van binnenkomst | Hoogste positie | Aantal weken | Opmerkingen |
| ------------------------------------------------------------------- | --------------------- | --------------------- | --------------- | ------------ | ----------- |
| World beat                                                          | 1989                  | 02-12-1989            | 15              | 20           |             |
| Tribal pursuit                                                      | 1991                  | 13-07-1991            | 39              | 12           |             |

### Singles
| Single met eventuele hitnotering(en) in de Nederlandse Top 40 | Datum van verschijnen | Datum van binnenkomst | Hoogste positie | Aantal weken | Opmerkingen                                                           |
| ------------------------------------------------------------- | --------------------- | --------------------- | --------------- | ------------ | --------------------------------------------------------------------- |
| Lambada                                                       | 1989                  | 02-09-1989            | 1(3wk)          | 21           | #1 in de Nationale Hitparade Top 100 / Best verkochte single van 1989 |
| Dançando lambada                                              | 1989                  | 02-12-1989            | 4               | 10           |                                                                       |
| Melodie d'amour                                               | 1990                  | 21-04-1990            | 15              | 6            |                                                                       |
| Dança tago-mago                                               | 1991                  | 27-07-1991            | 9               | 7            |                                                                       |
| Lambada 3000                                                  | 2009                  | 01-08-2009            | 12              | 8            | met Gregor Salto                                                      |

| Single met hitnotering(en) in de Vlaamse Ultratop 50 | Datum van verschijnen | Datum van binnenkomst | Hoogste positie | Aantal weken | Opmerkingen                                              |
| ---------------------------------------------------- | --------------------- | --------------------- | --------------- | ------------ | -------------------------------------------------------- |
| Lambada                                              | 20-07-1989            | 05-08-1989            | 1(6wk)          | 18           | #1 in de Radio 2 Top 30 / Best verkochte single van 1989 |
| Dançando lambada                                     | 06-10-1989            | 14-10-1989            | 11(2wk)         | 9            |                                                          |
| Mélodie d'amour                                      | 07-04-1989            | 19-05-1990            | 43              | 1            |                                                          |
| Dança tago-mago                                      | 13-07-1991            | 17-08-1991            | 10              | 9            |                                                          |
| Lambada 3000                                         | 24-07-2009            | 22-08-2009            | tip8            | -            | met Gregor Salto                                         |

### NPO Radio 2 Top 2000
| Nummer met noteringen in de NPO Radio 2 Top 2000 | '99 | '00  | '01  | '02  | '03  |
| ------------------------------------------------ | --- | ---- | ---- | ---- | ---- |
| Lambada                                          | 731 | 1446 | 1912 | 1937 | 1713 |

1. ↑  Een vetgedrukt getal geeft de hoogste notering aan.
2. ↑  Deze tabel is bijgewerkt tot en met de laatste editie (2024).